# Cuatro (канал)
Cuatro (ісп. Чотири) — іспанський приватний телевізійний канал, що транслюється з листопада 2005 року. Канал належить компанії Sogecable.
В 2006 уклав договір з Іспанською Футбольною Федерацією на показ матчів збірної Іспанії, включаючи більшість матчів Чемпіонату Світу 2006, відібравши ліцензію на показ у державного TVE, яку той мав роками.